# Ferruccio Lamborghini
Ferruccio Lamborghini (olasz kiejtés: [ferˈruttʃo lamborˈɡiːni]; Cento, 1916. április 28. – Perugia, 1993. február 20.) olasz autótervező, feltaláló, gépészmérnök, borász és üzletember, aki 1963-ban Sant'Agata Bolognese-ben megalapította az Automobili Lamborghini nevű, csúcskategóriás sportautókat gyártó vállalatot.
Borász családba született Emilia-Romagna régióban, majd gépészmérnöknek tanult. 1948-ban megalapította a Lamborghini Trattori céget, ami traktorok gyártására szakosodott. Vállalata a második világháború utáni olasz gazdasági fellendülés közepette gyorsan fontos mezőgazdasági gépgyártóvá vált. 1959-ben olajfinomítót nyitott Lamborghini Bruciatori néven, majd később belekezdett a légkondicionáló berendezések gyártásába. Lamborghini az 1970-es évek végére legtöbb érdekeltségét eladta, és visszavonult egy umbriai birtokra, ahol bortermeléssel foglalkozott.

## Élete
Ferruccio Lamborghini 1916. április 28-án született Antonio és Evelina Lamborghini szőlészek gyermekeként az észak-olaszországi Emilia-Romagna régióban, Ferrara tartományban, Centóban. Fiatalon Lamborghinit sokkal inkább a mezőgazdasági gépek vonzották, mint maga a mezőgazdasági életmód. A mechanika iránti érdeklődését követve Lamborghini a Bologna melletti Fratelli Taddia műszaki intézetben tanult. 1940-ben behívták a hadseregbe, ahol a légierőnél szolgált Rodosz szigetén, mint repülőgép-szerelő. Lamborghini fogságba esett, amikor a sziget 1945-ben, a háború végén a britek kezére került, és csak a következő évben térhetett haza. Otthon megnősült, de felesége, Clelia Monti 1947-ben meghalt, miután megszülte első gyermekét, egy Tonino nevű fiút. 
A világháború végeztével Lamborghini megnyitotta saját műhelyét Centóban, ahol traktorokat kezdett saját kezűleg készíteni, az elsőt egy Fiat Topolino alkatrészeiből állította össze. Ferruccio Lamborghini felismerte, hogy a háború utáni Olaszországban a piaci lehetőségek kedvezőek a mezőgazdaság és az ipar újjáélesztéséhez. Katonai járművek motorjainak alkatrészeiből Lamborghini megépítette az első Carioca traktorokat, amelyek a Morris teherautók hathengeres benzinmotorjain alapultak.
Mivel akkortájt a benzin Olaszországban megfizethetetlenül drága volt, Lamborghini a Morris-motorokat saját fejlesztésű üzemanyag-szóróval egészítette ki, amely lehetővé tette, hogy a traktorokat benzinnel indítsák, majd átálljanak az olcsóbb gázolajra. A Carioca kezdeti sikerére alapozva Lamborghini megalapította a Lamborghini Trattorit, és traktorok gyártásába kezdett. 

### Autógyártás

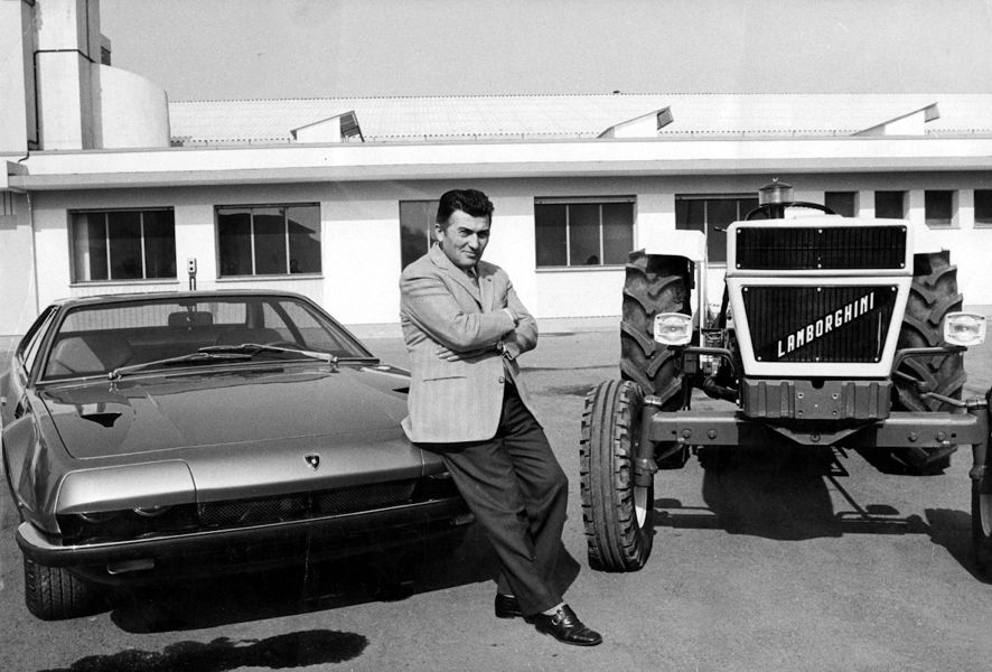
Ferruccio Lamborghini egyik sportautójával és egy traktorral

Lamborghini növekvő vagyona lehetővé tette számára, hogy gyorsabb és drágább autókat vásároljon, mint azok az apró Fiatok, amelyekkel korábban dolgozott. Az 1950-es évek elején olyan autókkal rendelkezett, mint az Alfa Romeók és Lanciák, és egy ponton már annyi autója volt, hogy a hét minden napján másikat használhatott: egy Mercedes-Benz 300SL-t, egy Jaguar E-Type kupét és két Maserati 3500 GT-t. 1958-ban Lamborghini Maranellóba utazott, hogy megvásároljon egy Ferrari 250 GT-t: egy kétüléses kupét, amelynek karosszériáját a Pininfarina tervezte. Az évek során több más autó is a tulajdonába került, köztük egy Scaglietti tervezte 250 GT SWB Berlinetta és egy négyüléses 250 GT. 
Lamborghini úgy gondolta, hogy a Ferrari autói jó minőségűek, de túl zajosak és kezelhetetlenek ahhoz, hogy megfelelő közúti járművek legyenek. Úgy találta, hogy a Ferrari autói gyenge minőségű kuplungokkal vannak felszerelve, és emiatt gyakran igényelnek szervizelést, amit csak Maranellóban tudtak elvégezni. Lamborghini egy alkalommal maga próbálta javítani a Ferrariját, amely során azt a tapasztalatot tette, hogy hasonló alkatrészek találhatóak meg benne, mint az általa gyártott traktorokban. Ezt egy találkozó alkalmával meg is említette a Ferrari alapító-tulajdonosának, Enzo Ferrarinak, aki azonban erre csak annyit válaszolt ingerülten, hogy az általa farmernek titulált Lamborghini foglalkozzon inkább a traktoraival. A vérig sértett Lamborghini ekkor határozta el, hogy csak azért is megmutatja, hogyan kell igazi sportkocsit gyártani.
Ferruccio Lamborghini 1962-ben alapította meg az Automobili Lamborghinit. Az első típus, az orrmotoros 350 GT 1963-ban debütált és lóerőben méltó ellenfele volt a Ferrarinak. A bikaviadalok szerelmeseként Lamborghini sportautójának márkajeléül az ágaskodó bikát, pontosabban a bikaviadalok igazi legendáját, a matador minden döfését túlélő Murciélagót választotta. Nem véletlenül, hiszen a híres bikát egy 1879-es bikaviadalon 24 (más források szerint 90) kardszúrással sem tudtak leteríteni.

### Későbbi élete
Az Emilia-Romagna tartományban fekvő Sant’Agata Bolognese székhelyű Lamborghini cég sportautói csodálatosak voltak, de értékesítésük az 1970-es évek elején nehézségekbe ütközött. Az 1970-es évek energiaválsága nem kedvezett sem a sportautók, sem a traktorok piacának. 
1974-ben Ferruccio Lamborghini úgy döntött, hátat fordít az autók és traktorok világának és működési körét leszűkíti a hidraulikus alkatrészek, illetve a légkondicionáló berendezések gyártásra. Ezzel párhuzamosan a volt traktor- és sportkocsigyártó visszatért gyökereihez: Umbriában, a Trasimeno-tó mellett vásárolt egy 700 hektáros birtokot és borkészítésbe fogott. Lamborghini 1993 februárjában távozott az élők sorából, az általa alapított pincészetet azóta lánya, Patrícia irányítja.

## Fordítás
Ez a szócikk részben vagy egészben  a   Ferruccio Lamborghini című angol Wikipédia-szócikk ezen változatának fordításán alapul.  Az eredeti cikk szerkesztőit annak laptörténete sorolja fel. Ez a jelzés csupán a megfogalmazás eredetét és a szerzői jogokat jelzi, nem szolgál a cikkben szereplő információk forrásmegjelöléseként.